# ルイジ・ロ・カーショ

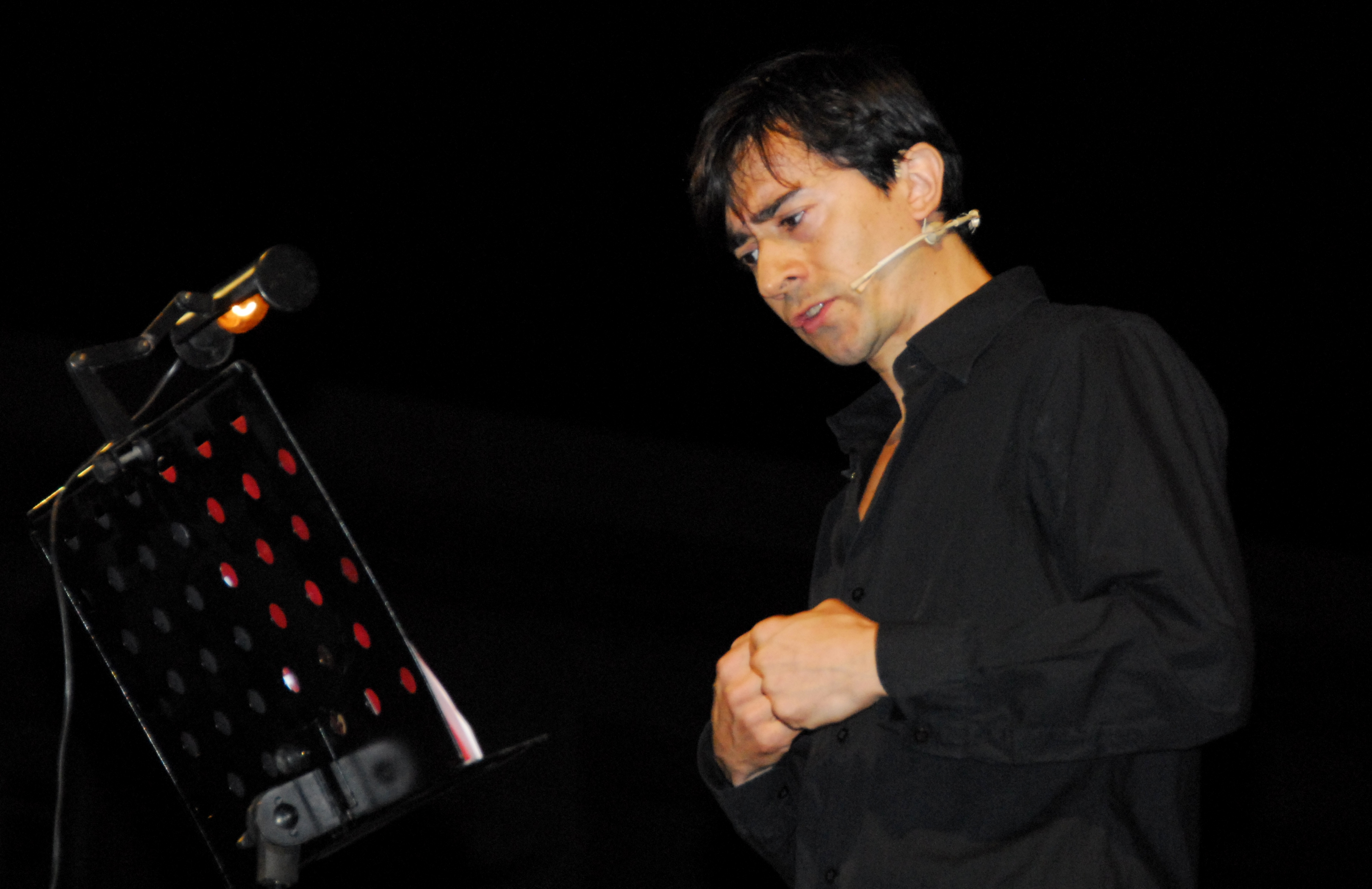
朗読の舞台に立つロ・カーショ（2007年）

ルイジ・ロ・カーショ（Luigi Lo Cascio, 1967年10月20日 - ）は、イタリアの俳優。

## 経歴
パレルモ生まれ。高校卒業後、医学部に進学したが、2年後に俳優を志して退学。街頭演劇グループでの活動を経て、1992年、シルヴィオ・ダミーコ国立演劇芸術アカデミーを卒業。
2000年、マルコ・トゥリオ・ジョルダーナ監督作『ペッピーノの百歩』で主演を務め、映画初出演にしてダヴィッド・ディ・ドナテッロ主演男優賞を獲得。
2001年、『ぼくの瞳の光』で第58回ヴェネツィア国際映画祭男優賞を受賞。
2003年には、マルコ・ベロッキオ監督作『夜よ、こんにちは』およびマルコ・トゥリオ・ジョルダーナ監督作『輝ける青春』に出演。
2012年、『La città ideale』で監督デビューを果たした。
2018年9月6日、フェルトリネッリ社より長編小説『Ogni ricordo un fiore』を出版し、小説家としてデビューした。2023年には同じくフェルトリネッリ社より『Storielle per granchi e per scorpioni』を出版。

## フィルモグラフィ

### 映画
- ペッピーノの百歩 I cento passi（2000年）
- ぼくの瞳の光 Luce dei miei occhi（2001年）
- わたしの一番幸せな日 Il più bel giorno della mia vita（2002年）※イタリア映画祭2003にて上映[11]
- 夜よ、こんにちは Buongiorno, notte（2003年）
- 輝ける青春 La meglio gioventù（2003年）
- Mio cognato（2003年）
- JIGSAW ジグソー Occhi di cristallo（2004年）
- 映画のようには愛せない La vita che vorrei（2004年）※イタリア映画祭2006上映時タイトル『私が望む人生』[12]
- 心の中の獣 La bestia nel cuore（2005年）※イタリア映画祭2006にて上映[12]
- 氷の挑発2 Mare nero（2006年）
- Il dolce e l'amaro（2007年）
- 狂った血の女 Sanguepazzo（2008年）
- Il pacco（2008年）※短編
- セントアンナの奇跡 Miracle at St. Anna（2008年）
- シチリア!シチリア! Baarìa（2009年）
- バール・マルゲリータに集う仲間たち Gli amici del bar Margherita（2009年）※イタリア映画祭2010にて上映[13]
- われわれは信じていた Noi credevamo（2010年）※イタリア映画祭2011にて上映[14]
- フォンターナ広場 イタリアの陰謀 Romanzi di una strage（2012年）
- La città ideale（2012年）※兼監督・脚本
- 狼は暗闇の天使 Salvo（2013年）※イタリア映画祭2014上映時タイトル『サルヴォ』[15]
- 人間の値打ち Il capitale umano（2014年）
- Il nome del figlio（2015年）
- われらの子供たち I nostri ragazzi（2014年）※イタリア映画祭2015にて上映[16]
- いつだってやめられる 10人の怒れる教授たち Smetto quando voglio - Masterclass（2017年）
- いつだってやめられる 闘う名誉教授たち Smetto quando voglio - Ad honorem（2017年）
- 閉ざされた雪国 Il mangiatore di pietre（2018年）
- シチリアーノ 裏切りの美学 Il traditore（2019年）
- 靴ひものロンド Lacci（2020年）
- 蟻の王 Il signore delle formiche（2022年）※イタリア映画祭2023にて上映[17]
- キアラ Chiara（2022年）※イタリア映画祭2023にて上映[17]
- デルタ Delta（2023年）※イタリア映画祭2023にて上映[17]
- Il mestiere, regia di Beppe Tufarulo（2025年）

### テレビ
- Il sogno del maratoneta（2012年）
- Il bambino cattivo（2013年）
- バッド･ガイ The Bad Guy（2022年）

## 著書
- Ogni ricordo un fiore（2018年）
- Storielle per granchi e per scorpioni（2023年）

## 主な受賞
- 第58回ヴェネツィア国際映画祭男優賞（2001年）『ぼくの瞳の光』
- ダヴィッド・ディ・ドナテッロ主演男優賞（2001年）『ペッピーノの百歩』
- ダヴィッド・ディ・ドナテッロ助演男優賞（2020年）『シチリアーノ 裏切りの美学』
- ナストロ・ダルジェント主演男優賞（2004年）『輝ける青春』※アレッシオ・ボーニ、ファブリツィオ・ジフーニ、アンドレア・ティドナ、ロベルト・ヘルリッカと同時受賞
- イタリア・ゴールデングローブ最優秀新人男優賞（2001年）『ペッピーノの百歩』
- チャック・ドーロ主演男優賞（2004年）『輝ける青春』